# Affaire du motel Algiers
L'Affaire du motel Algiers (Algiers Motel Killings en anglais) survient à Détroit, dans l'État du Michigan aux États-Unis, dans la nuit du 25 au 26 juillet 1967 pendant les émeutes raciales de cette ville. 

## Déroulement
Au motel Algiers, à peu près à un mile à l'ouest des premières émeutes, trois adolescents afro-américains, Aubrey Pollard (19 ans), Fred Temple (18 ans) et Carl Cooper (17 ans), sont battus et tués par des policiers. Neuf autres personnes, deux femmes blanches et sept hommes noirs, sont sévèrement battues puis humiliées par des membres de la Detroit Police Department, de la police d'État du Michigan (Michigan State Police) et de l'Army National Guard du Michigan. Les homicides font suite à des signalements de la présence de snipers, d'un tireur ou d'un groupe de tireurs près du motel. 

## Suites judiciaires
Dans le cas d'un homicide, aucune accusation de meurtre n'a été déposée parce que le corps a été découvert par des policiers. Deux décès ont été justifiés comme « homicide justifiable » ou « auto-défense » (justifiable homicide ou self-defense). Des accusations d'agression criminelle, de conspiration, de meurtre et de conspiration d'abus de droits civils ont été déposées contre trois policiers. 
L'officier de police Ronald August, accusé d'avoir abattu Aubrey Pollard, a déclaré avoir tiré en légitime défense, l'officier de police Robert Paille qui a abattu Fred Temple déclare aussi avoir tiré en situation de légitime défense, Melvin Dismukes, un agent de sécurité, est accusé du meurtre de Carl Cooper. Les trois meurtriers présumés sont acquittés par un jury composé exclusivement de Blancs,,,,,.

### Essais
- (en-US) Sidney Fine, Violence in the Model City: The Cavanagh Administration, Race Relations, and the Detroit Riot of 1967, Michigan State University Press, 30 juillet 2007, 680 p. (ISBN 978-0870138157, lire en ligne)
- (en-US) John Hersey, The Algiers Motel Incident, Johns Hopkins University Press, 1968, rééd. 1997, 418 p. (ISBN 9780801857775, lire en ligne)[9].

### Articles
- (en-US) Kalman J. Kaplan & Roger I. Simon, « Latitude and Severity of Sentencing Options, Race of the Victim and Decisions of Simulated Jurors: Some Issues Arising from the "Algiers Motel" Trial », Law & Society Review, Vol. 7, No. 1,‎ 1972, p. 87-98 (lire en ligne),
- (en-US) Albert Bergesen, « Race Riots of 1967: An Analysis of Police Violence in Detroit and Newark », Journal of Black Studies, Vol. 12, No. 3,‎ 1982, p. 261-274 (lire en ligne),

## Dans la fiction
Cette tragédie fait l'objet d'un film, Detroit, réalisé par Kathryn Bigelow et sorti en 2017,.